# Fugative
Harry James Byart (11 de Março de 1994) mais conhecido como Fugative é um rapper e produtor musical nascido no condado de Essex, Reino Unido, cuja obra é toda escrita e produzido por ele mesmo. Ele teve ajuda de Kirk Burrows, ex-agente da cantora americana Mary J. Blige e co-fundadador da gravadora Bad Boy Records Fugative atuou com Basshunter
Fugative é britânico com ascendência de irlandeses, italianos, judeus poloneses, russos e anglo-indiano.
Fugative teve participação na turnê do cantor Basshunter. sendo muito bem recebido pelo público. incluindo Nick da BBC Radio One's Grimshaw, que proclamou: "Eu quero esse garoto louco!" em seu programa de rádio.
Seu primeiro single, "It's Summertime", chegou a posição #2 do Urban UK Chart, permanecendo no TOP 5 por 17 semanas consecutivas. Isto foi seguido pela liberação da música "Jimmy Shoe" em 6 de abril de 2009, enquanto o seu mais recente single "Supafly"alcançou o número 48 na Parada de Singles do Reino Unido. Ele lançou seu mais recente single "Crush" no Reino Unido em 10 de maio de 2010.

## Singles
| Ano  | Single            | Charts | Charts   | Charts   | Charts | Álbum |
| Ano  | Single            | UK     | UK Dance | UK Indie | UK R&B | Álbum |
| ---- | ----------------- | ------ | -------- | -------- | ------ | ----- |
| 2008 | "It's Summertime" | —      | —        | —        | —      | —     |
| 2009 | "Supaflay"        | 48     | —        | 5        | 16     | —     |
| 2010 | "Crush"           | 26     | 5        | 1        | —      | —     |
| 2010 | "Bad Girl"        | —      | —        | —        | —      | —     |